# Kinrooi
Kinrooi è un comune belga di 12 098 abitanti, situato nella provincia fiamminga del Limburgo belga.